# Чугг
Чугг (нім. Tschugg) — громада  в Швейцарії в кантоні Берн, адміністративний округ Зееланд.

## Географія
Громада розташована на відстані близько 30 км на захід від Берна.
Чугг має площу 3,3 км², з яких на 10,6% дозволяється будівництво (житлове та будівництво доріг), 42,9% використовуються в сільськогосподарських цілях, 46,2% зайнято лісами, 0,3% не є продуктивними (річки, льодовики або гори).

## Демографія
2019 року в громаді мешкало 472 особи (+5,8% порівняно з 2010 роком), іноземців було 20,1%. Густота населення становила 143 осіб/км².
За віковим діапазоном населення розподілялося таким чином: 18,6% — особи молодші 20 років, 65% — особи у віці 20—64 років, 16,3% — особи у віці 65 років та старші. Було 220 помешкань (у середньому 2,1 особи в помешканні).
Із загальної кількості 423 працюючих 13 було зайнятих в первинному секторі, 16 — в обробній промисловості, 394 — в галузі послуг.